# Вояцька слава
Вояцька слава — журнал українських добровільців УВВ та СС «Галичина» в таборах поранених, що видавався в 1944-1945 рр. та плекав ідеї незалежності України. Редактором був Жила Володимир Іванович.